# Ophiuroconis miliaria
Ophiuroconis miliaria är en ormstjärneart som först beskrevs av George Richard Lyman 1878.  Ophiuroconis miliaria ingår i släktet Ophiuroconis och familjen Ophiolepididae. Inga underarter finns listade i Catalogue of Life.